# Kazuhiro Goya
Kazuhiro Goya (21 de abril de 1993) é um jogador de rugby sevens japonês.

## Carreira
Kazuhiro Goya integrou o elenco da Seleção Japonesa de Rugbi de Sevens, na Rio 2016, que foi 4º colocada.